# Egedysse
Der Egedysse (deutsch „Eichendolmen“) ist nach dänischer Terminologie ein Großdolmen (dänisch Stordysse) – nach deutscher ein Polygonaldolmen, der etwa 10 m nördlich vom Sønderødvej (Straße) in Sønderød, nahe einer Freileitung bei Reerslev auf Seeland in Dänemark in einem ovalen Hügel (dänisch Runddysse) von etwa 12 × 10 m und 1,0 m Höhe liegt. Der Egedysse ist eine Megalithanlage der Trichterbecherkultur (TBK), die zwischen 3500 und 2800 v. Chr. entstand.
Der Dolmen im Zentrum des Hügels hat einen langgestreckten polygonalen Grundriss und ist etwa in Ost-West-Richtung orientiert. Die 1,7 m lange und 1,0 m breite Kammer wird von sechs in situ erhaltenen und einem verstürzten Tragstein gebildet, die von einem langen, schräg aufliegenden Deckstein bedeckt werden. An die nach Osten offene Kammer schließt sich axial ein 0,7 m breiter Gang an, von dem nur die Tragsteine mit breiten Lücken erhalten sind.
In der Nähe stehen Skrædderens falske Vidner.